# Moncef Ben Salem
Pour les articles homonymes, voir Ben Salem.
Moncef Ben Salem (arabe : المنصف بن سالم), né le 1er avril 1953 et mort le 24 mars 2015, est un scientifique, universitaire et homme politique tunisien.
Il est ministre de l'Enseignement supérieur et de la Recherche scientifique de 2011 à 2014, au sein du gouvernement de Hamadi Jebali puis de celui d'Ali Larayedh.

## Biographie

### Études
Moncef Ben Salem obtient en 1970 un baccalauréat en mathématiques, un diplôme universitaire d'études scientifiques (mathématiques et physique) en 1972, une maîtrise en mathématiques en 1974 puis, en France, un diplôme d'études approfondies en mathématiques appliquées en 1975, un diplôme d’ingénieur principal en automatique et un doctorat en physique fondamentale en 1976 et un doctorat d’État en mathématiques en 1980.

### Carrière dans l'enseignement supérieur
Cofondateur de l'École nationale d'ingénieurs de Sfax (ENIS), il est mis sous surveillance policière, empêché de se déplacer, privé de son passeport et interdit d’enseigner après son licenciement en 1987.
À la suite du décret du 3 décembre 2012, qu'il a proposé en tant que ministre, il est nommé professeur de l'enseignement supérieur au sein de l'ENIS.
Il est secrétaire général fondateur du syndicat de l'enseignement supérieur à Sfax, professeur visiteur[Quand ?] à l'université du Maryland (États-Unis) ainsi qu'au Centre international de la physique fondamentale, en Italie. Il est également membre du CNRS en France, du Centre international de physique théorique de Trieste (Italie) et de l'Union des physiciens et mathématiciens arabes. Il enseigne par ailleurs à l’Union des universités francophones de Belgique et du Canada.

### Carrière politique
À la suite de la révolution de 2011, Moncef Ben Salem est nommé en décembre de la même année comme ministre de l'Enseignement supérieur et de la Recherche scientifique dans le gouvernement dirigé par Hamadi Jebali, qui suit son élection à l'assemblée constituante. Le 28 février 2012, il démissionne de l'assemblée constituante, remplacé par Soulef Ksontini Zekri.
Le 13 mars 2013, il est reconduit dans le gouvernement Larayedh. Un an après avoir quitté le gouvernement, il meurt le 24 mars 2015.

### Vie privée
Il est marié et père de quatre enfants.